# A Chance in Life
A Chance in Life è un cortometraggio muto del 1914 scritto, diretto e interpretato da Edgar Jones.

## Produzione
Il film fu prodotto dalla Lubin Manufacturing Company.

## Distribuzione
Distribuito dalla General Film Company, il film - un cortometraggio in una bobina - venne distribuito nelle sale USA il 17 aprile 1914.